# Atmósfera de la Luna

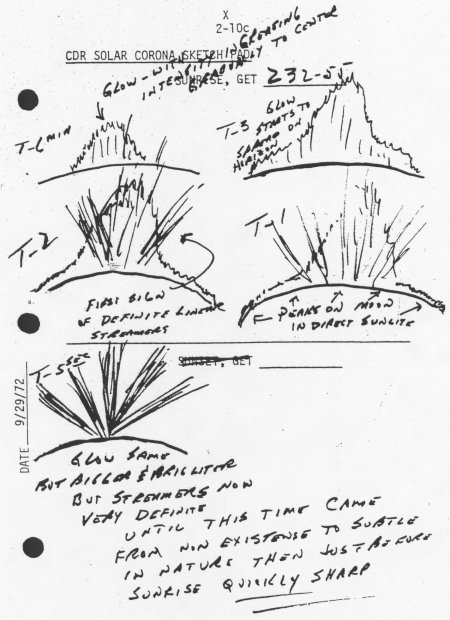
Al amanecer y al atardecer muchas tripulaciones del Apolo vieron resplandores y rayos de luz. Este esquema del Apollo 17 representa los rayos crepusculares misteriosos.

Debido a propósitos prácticos, se considera que la Luna carece de atmósfera. La presencia elevada de partículas atómicas y moleculares en sus proximidades (en comparación con el medio interplanetario), conocido como "atmósfera lunar" para objetivos científicos, es insignificante en comparación con la envoltura gaseosa que rodea la Tierra y la mayoría de los planetas del sistema solar -menos de un cien billonésima (10-14) de la densidad atmosférica de la Tierra al nivel del mar. Otra razón para considerar que la Luna no posee atmósfera es que no puede absorber cantidades mensurables de radiación, no aparece en capas o auto-circulación y requiere la reposición constante, dada la alta velocidad a la que la atmósfera se pierde en el espacio. El viento solar y la emisión de gases no son fuentes primarias de la atmósfera de la Tierra, o de cualquier atmósfera estable.

## Pérdidas
Los gases pueden:
- Ser reimplantados en el regolito como resultado de la gravedad de la Luna.
- Escapar de la Luna por completo si la partícula se mueve hacia arriba en o por encima de la velocidad de escape lunar de 2382.5 m/s.
- Perderse en el espacio, ya sea por la presión de la radiación solar o, si son ionizados, ser arrastrados por el campo magnético del viento solar.

## Composición
Hasta hace muy poco, casi todo el mundo aceptaba la sabiduría tradicional de que la luna prácticamente no tenía atmósfera. Así como el descubrimiento de agua en la Luna ha transformado nuestro conocimiento de los libros de texto sobre el vecino cuerpo celeste más cercano a la Tierra, estudios recientes confirman que nuestra Luna sí tiene una atmósfera que consta de algunos gases inusuales, incluyendo el sodio y el potasio, que no se encuentran en las atmósferas de la Tierra, Marte o Venus. La atmósfera de la Luna está compuesta de unas cantidades infinitesimales de aire, si se la compara con la atmósfera de la tierra. En la tierra, a nivel del mar, cada centímetro cúbico de la atmósfera contiene aproximadamente 1019 moléculas; en comparación la atmósfera lunar contiene menos de 106 moléculas en el mismo volumen. Esto se considera vacío en la Tierra. De hecho, la densidad de la atmósfera en la superficie de la Luna es comparable a la densidad de las franjas más externas de la atmósfera de la Tierra donde orbita la Estación Espacial Internacional.
Los elementos sodio (Na) y potasio (K) se han detectado en la atmósfera de la Luna usando métodos espectroscópicos con base en la Tierra, mientras que los isótopos del radón-222 y el polonio-210 se han deducido a partir de datos obtenidos  por el  espectrómetro de partículas alfa Lunar Prospector. Argón-40, el helio-4, oxígeno y/o el metano (CH4), el gas nitrógeno (N2) y/o monóxido de carbono (CO) y dióxido de carbono (CO2) se descubrieron por los detectores colocados por los astronautas del Apolo.
Las cantidades medias durante el día de los elementos conocidos, presentes en la atmósfera lunar, en átomos por centímetro cúbico, son los siguientes:
- Argón: 40 000
- Helio: 2000-40 000
- Sodio: 70
- Potasio: 17
- Hidrógeno: <17

Esto da como resultado aproximadamente 80 000 átomos totales por centímetro cúbico, marginalmente superior a la cantidad que supuestamente existe en la atmósfera de Mercurio. Si bien esto es muy superior a la densidad del viento solar, que suele ser del orden de unos pocos protones por centímetro cúbico, es prácticamente un vacío en comparación con la atmósfera de la Tierra.
La Luna también puede tener una "atmósfera" tenue de polvo en levitación electrostática. Ver Polvo lunar para más detalles.